# 牛津 (密西西比州)
牛津（英語：Oxford）是美国密西西比州拉法葉縣的一個城市，同時也是縣的首府。牛津成立于1837年，根據英国的牛津大学城來命名，當時是希望能讓州立大学在此設立，後來成功地达到目的。
根據2010年美国人口普查，牛津人口為18,916；美國人口調查局估計2013年的人口為20,865。牛津為密西西比大學的所在地，大學創立於1848年，一般稱之為「Ole Miss」。
牛津被《今日美国》列名為全国前六名的大学城之一。它也是美国100個最佳小城之一。拉法葉縣在年度每季最低失業率排行中持續名列前茅。牛津的市立學校被评为“明星”学校，為最高的評比，而拉法葉縣的学校系统也持續維持五顆星的評價。

## 友好城市
- 法國 内尔河畔欧比尼